# Voivodia de Sieradz

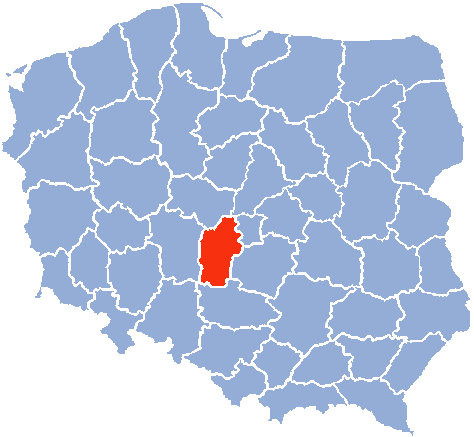
Localização da voivodia de Sieradz no mapa da divisão administrativa da Polônia em 1975

## Voivodia de Sieradz 1975-1998
Voivodia de Sieradz 1975-1998 (polonês: województwo sieradzkie) foi uma unidade de divisão administrativa e governo local da Polônia nos anos 1975-1998, sendo substituída pela voivodia de Łódź.

Capital:  Sieradz
Principais cidades: (população em 1995):
- Zduńska Wola - 45 850
- Sieradz - 45 529
- Wieluń - 25 697
- Łask - 20 139

## Voivodia de Sieradz séc. XIV-1795
Voivodia de Sieradz séc. XIV-1795 (latim: Palatinatus siradiensis), (polonês: województwo sieradzkie) foi uma unidade de divisão administrativa e governo local da Polônia do século XIV às partições da Polônia em 1772-1795. Foi parte da província da Grande Polônia.
Sede de governo:
- Sieradz

Voivodas:
- Kasper Doenhoff (1634-1645)

Divisão administrativa:
- Terra de Sieradz
- Terra de Wieluń

Sedes do Conselho Regional:
- Szadek
- Wieluń

Sede do Tribunal da Coroa:
- Piotrków Trybunalski

Outras cidades:
- Turek,
- Ostrzeszów
- Radomsko

Voivodias vizinhas:
- Kalisz (Województwo kaliskie)
- Łęczyca (Województwo łęczyckie)
- Sandomierz (Województwo sandomierskie)
- Cracóvia (Województwo krakowskie)
- Silésia (Śląsk)